# Rue de Ville-d'Avray
La rue de Ville-d'Avray est une voie de circulation à Sèvres, dans les Hauts-de-Seine. Elle suit le tracé de l'ancienne route nationale 307a, aujourd'hui route départementale 407.

## Situation et accès

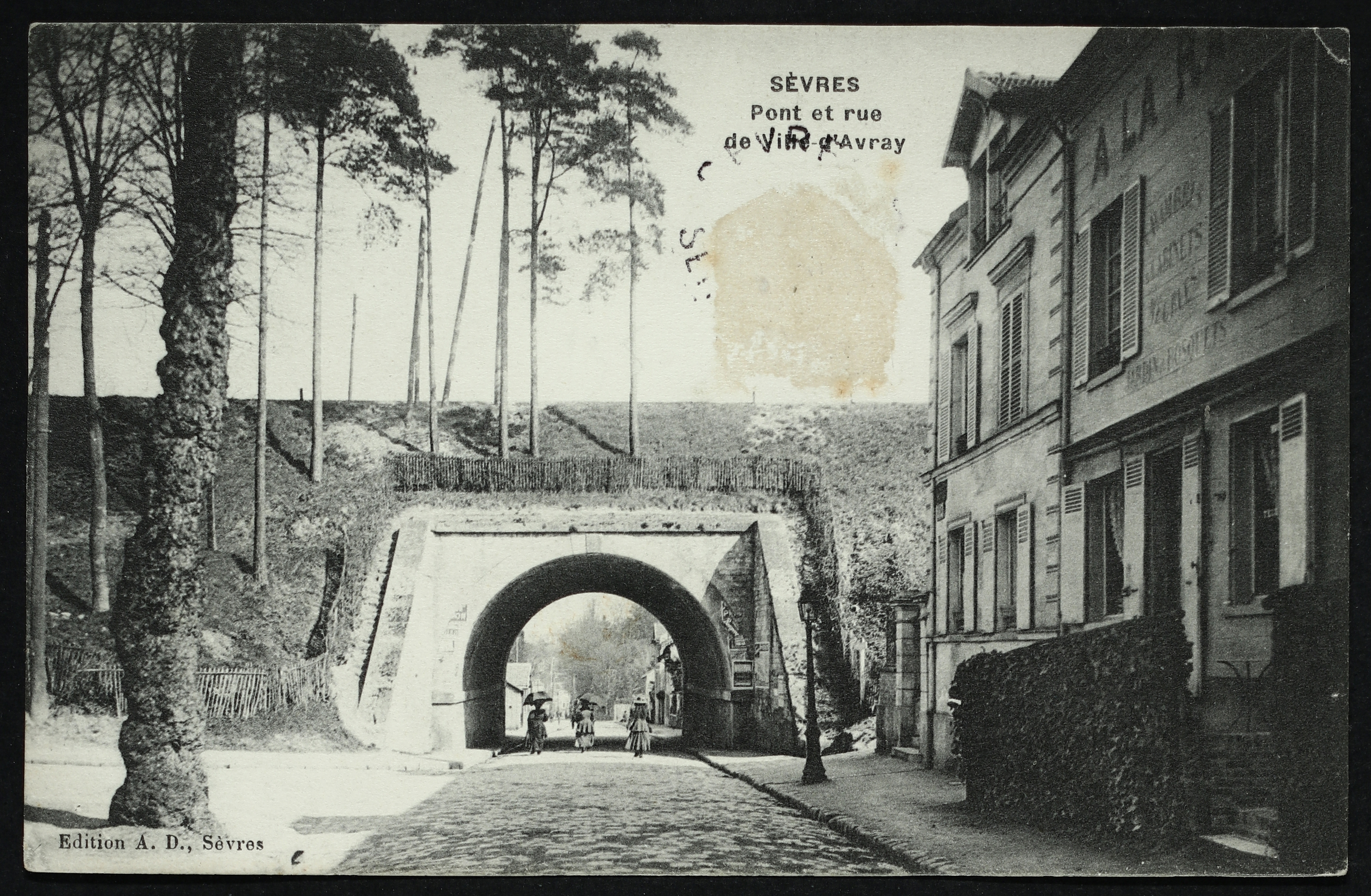
Pont et rue de Ville-d'Avray.

Elle commence au carrefour de l'avenue Gambetta qui marque la limite de Ville-d'Avray. Sur son parcours, elle rencontre notamment la rue Brancas et la rue des Caves-du-Roi.
Elle est desservie par la gare de Sèvres - Ville-d'Avray, sur la ligne de Paris-Saint-Lazare à Versailles-Rive-Droite, qui est franchie par un tunnel au niveau de la limite avec Ville-d'Avray.

## Origine du nom

Panneau à la limite entre Ville-d'Avray et Sèvres.

Le nom de cette rue provient de Ville-d'Avray, commune vers laquelle elle se dirige, et où elle est prolongée par une voie dénommée, par symétrie, rue de Sèvres.

## Historique

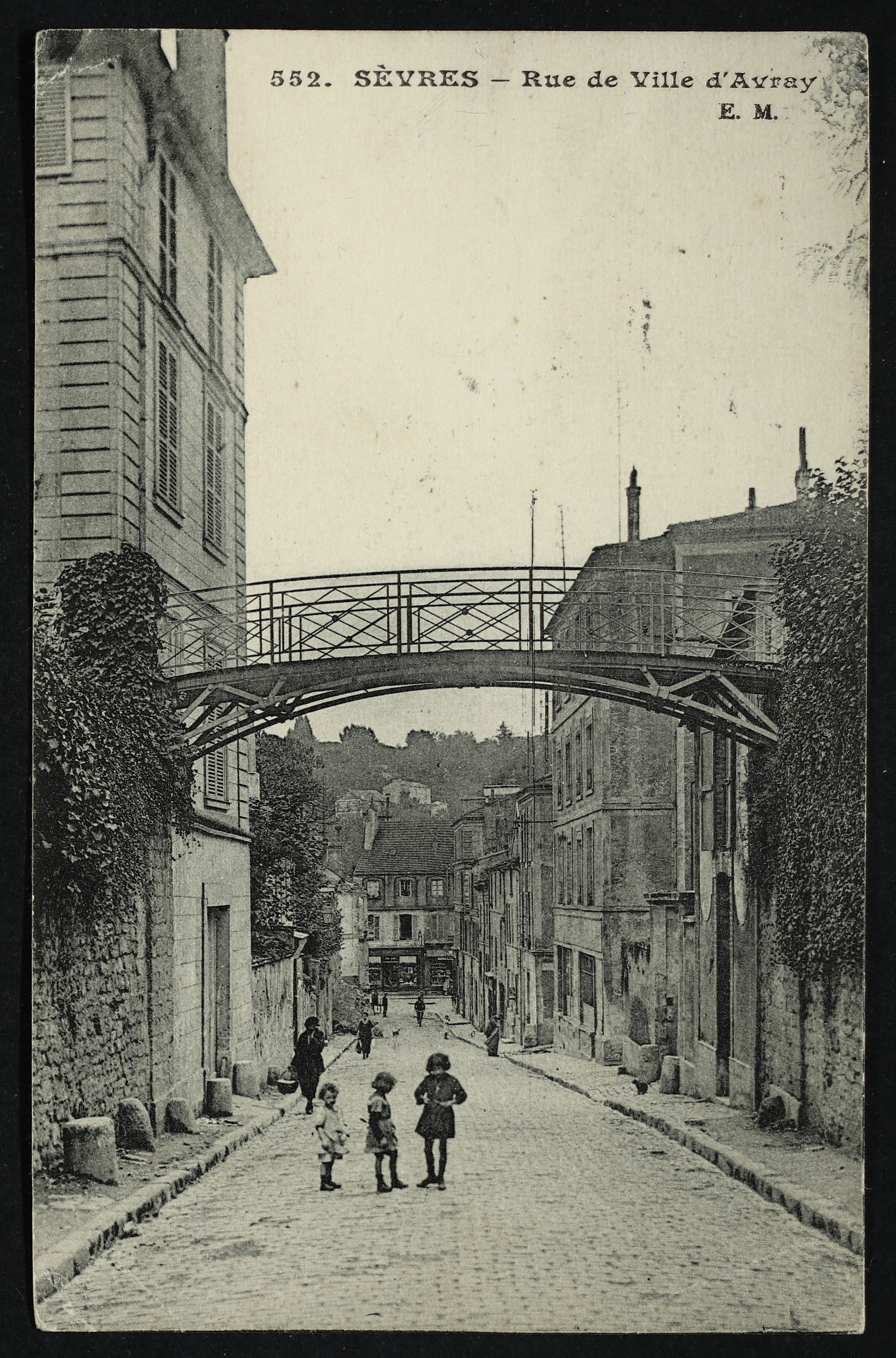
La rue de Ville-d'Avray vers 1900.

Dans le cadre d'une rénovation urbaine visant notamment à faciliter la circulation automobile, la rue est élargie dans les années 1970. De nombreux immeubles sont alors expropriés.
L'ilôt de Ville-d'Avray disparait sous la pioche des démolisseurs, malgré la résistance de certains habitants, et la création de 1981 à 1989 du squat de la rue des Caves, plus ancien squat de France.

## Bâtiments remarquables et lieux de mémoire
- Au no 8, emplacement d'un cinéma construit dans les années 1920, inscrit à l'inventaire général du patrimoine culturel[7].
- Au no 14, la Maison Gravant, ancien couvent des Célestins, propriétaires de terres à Ville-d’Avray et Sèvres. Les plus anciennes parties de ce bâtiment datent du XIVe siècle[8],[9]. Elle appartint à Louis François Gravant.
- Elle est longée dans sa partie ouest par le ru de Ville-d'Avray, appelé aussi ruisseau de la Forge, un affluent du ru de Marivel[10].

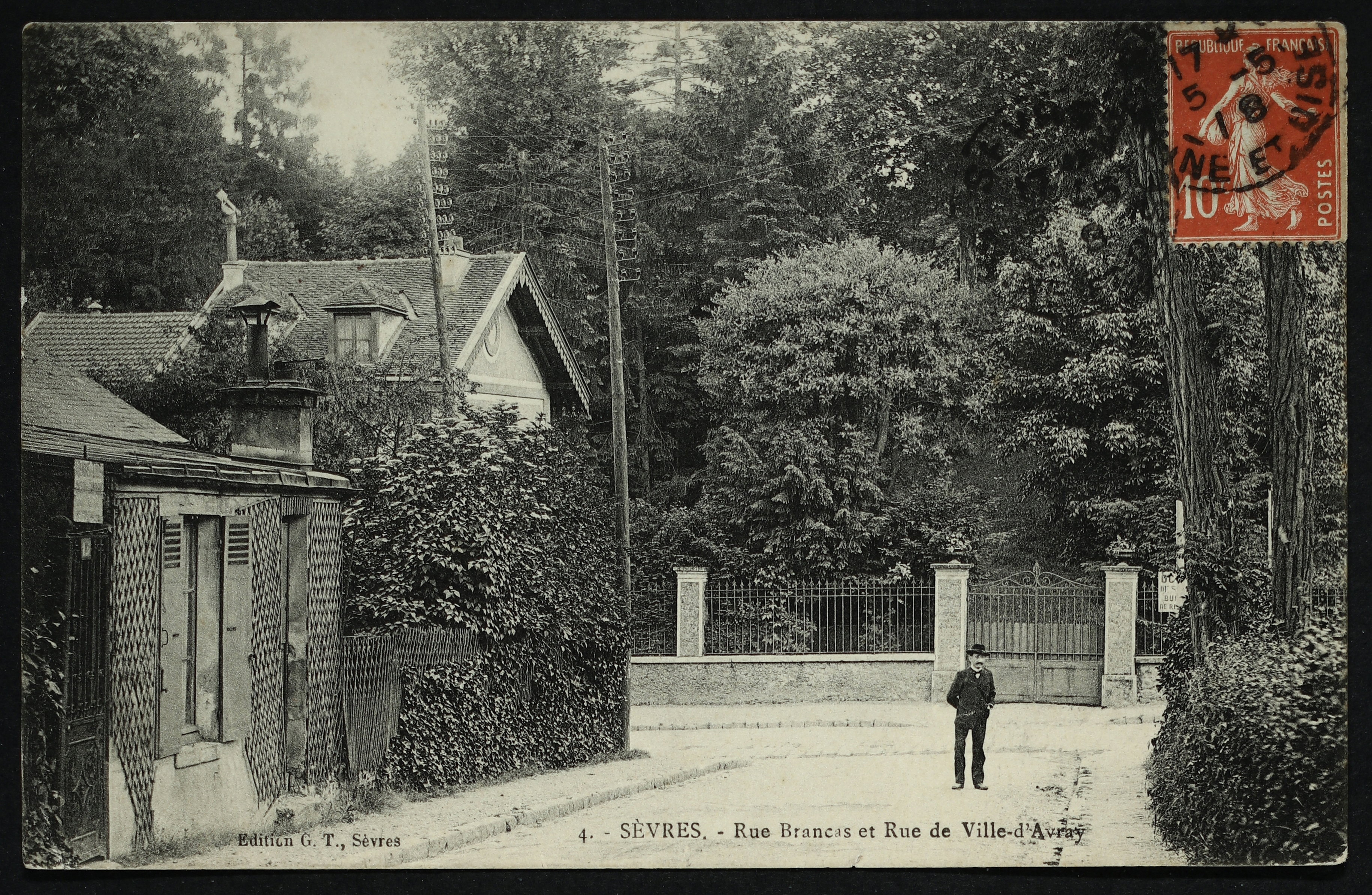
À l'angle de la rue Brancas.
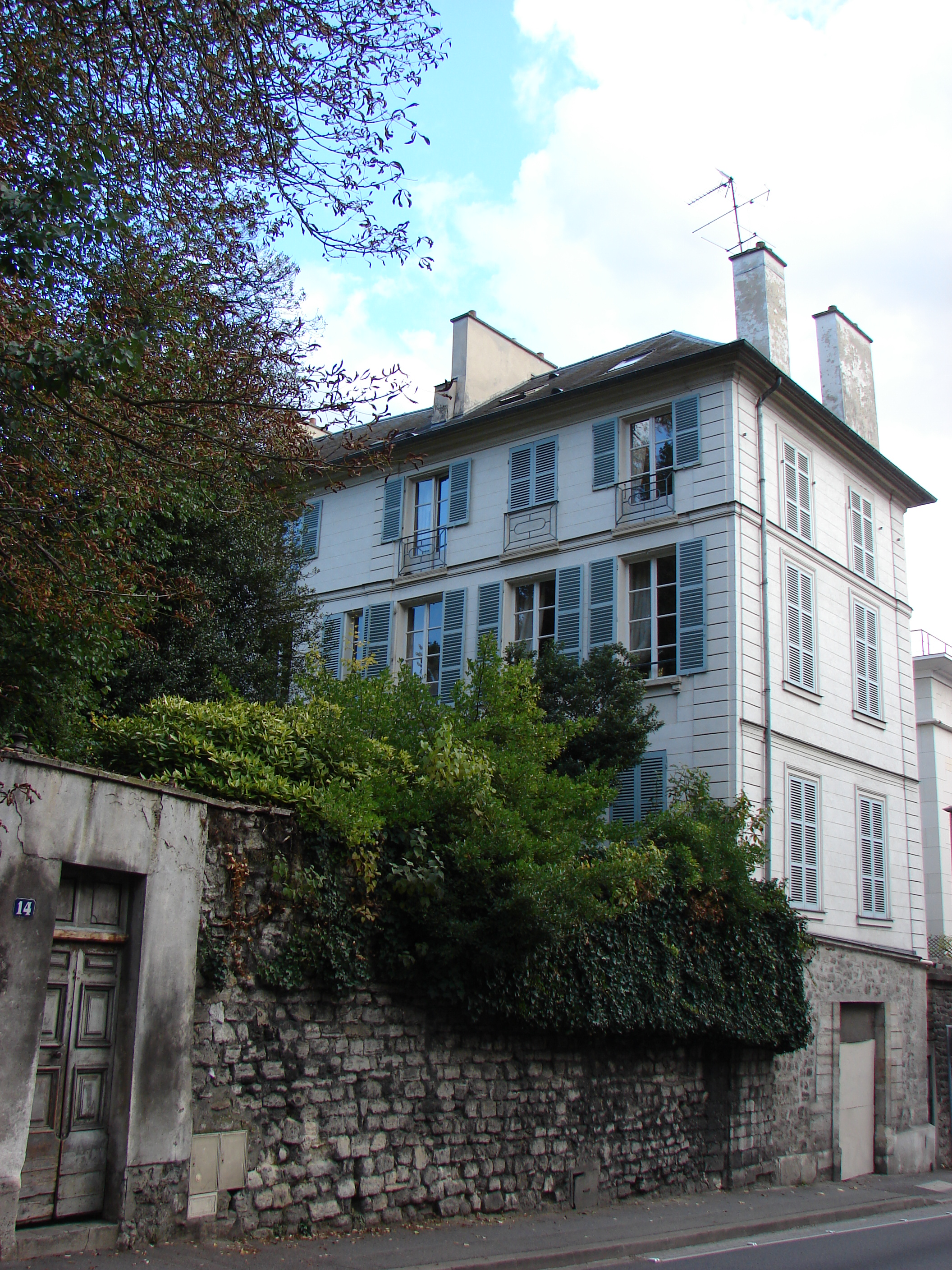
La maison Gravant à Sèvres.
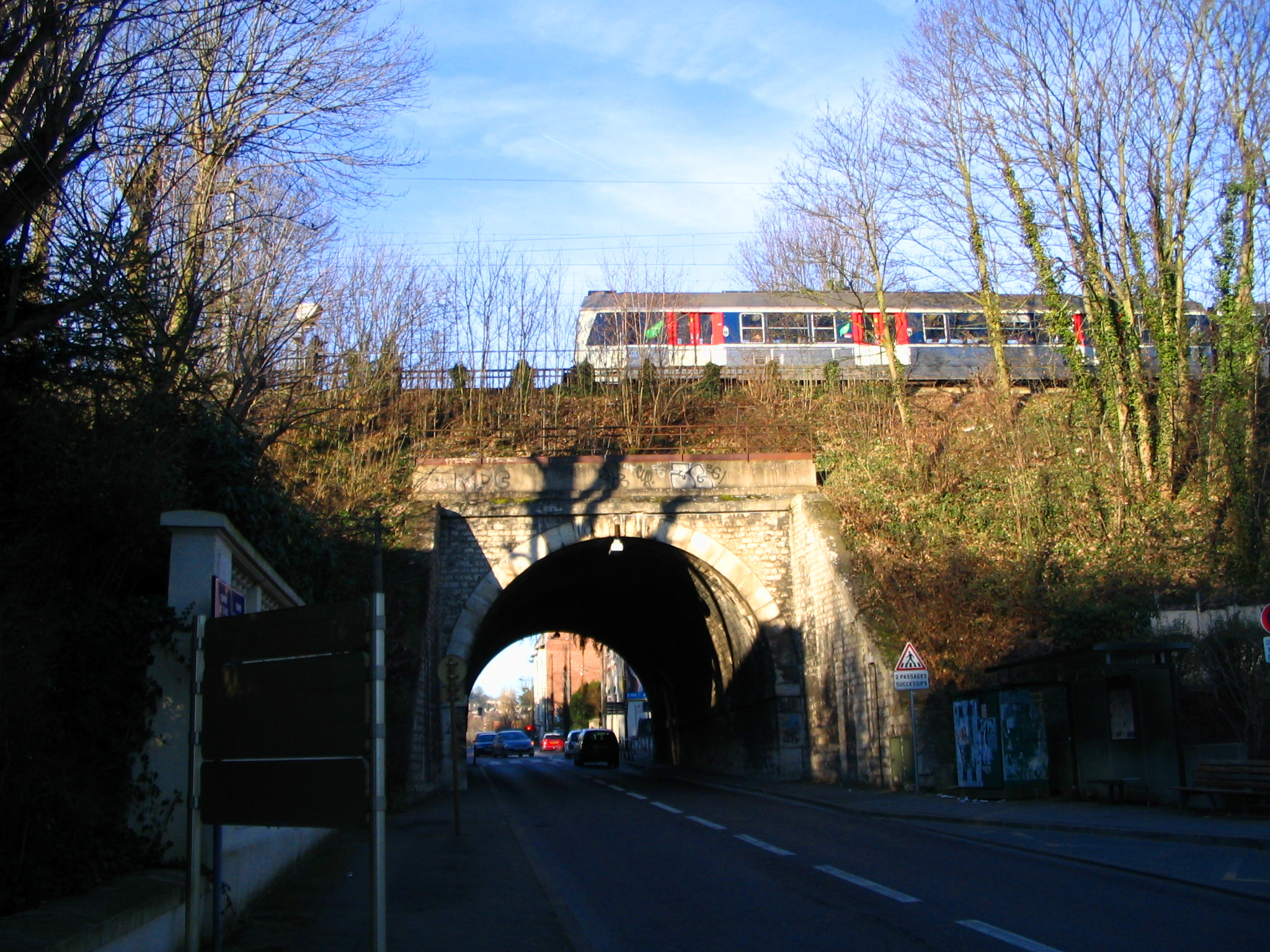
Pont-rail de Ville-d'Avray.